# Stabiele versie
Een stabiele versie, distributieversie of release, ook wel stable, is in softwareontwikkeling een versie van software waarvan de ontwikkelaars vermoeden dat ze geen bugs bevat en die daardoor geschikt is voor dagelijks gebruik. Het uitbrengen van deze versie is de laatste grote stap in het ontwikkelingsproces van een softwareversie. De stabiele versie volgt gebruikelijk na enkele testversies, zoals - in chronologische volgorde - (pre-)alfaversies, (pre-)bètaversies, release candidates en een release to manufacture (niet elke stap wordt steeds gebruikt). Als er release candidates worden vrijgegeven, is de stabiele versie vaak nagenoeg gelijk aan de laatste release candidate. De stabiele versie van een stuk software krijgt gebruikelijk een versienummer; de voorgaande testversies krijgen dit nummer doorgaans ook, maar krijgen bij het nummer ook de vermelding dat het om een testversie gaat.
Hoewel de naam lijkt te impliceren dat stabiele versies foutloos werken, is dit niet steeds het geval. Na het uitbrengen van de stabiele versie volgen vaak nog updates om later ontdekte fouten te herstellen. Na de update krijgt de software dan meestal een licht aangepast versienummer (versie 5.0 wordt dan bijvoorbeeld 5.0.1 (kleine update) of 5.1 (grotere update)). De ondersteuning en updates van de stabiele versie worden meestal afgebouwd of stopgezet als er een nieuwe stabiele versie (upgrade) van de software verschijnt. De ondersteuning kan echter nog jaren duren. Zo kreeg Microsofts Windows XP tot en met 2011 updates, ook na het verschijnen van de opvolgers Windows Vista in 2007 en Windows 7 in 2009.
Bij Linuxdistributies wordt er aan het versienummer vaak nog een uitgavenummer toegevoegd (na een liggend streepje of een underscore), bijvoorbeeld 1.3.3_2 (versie 1.3.3, tweede uitgave).
Fases: Alfaversie · Bètaversie · Release candidate (RC) · Release to manufacture (RTM) · Stabiele versie · Onderhoudsversie (legacy)
Begrippen: Upgrade · Update · Patch · Service pack